# Willowlake River
Der Willowlake River ist ein etwa 330 km langer rechter Nebenfluss des Mackenzie River in den Nordwest-Territorien Kanadas.

## Verlauf
Der Willowlake River hat seinen Ursprung im namensgebenden See Willow Lake auf einer Höhe von etwa 655 m. Er durchfließt den benachbarten Hornell Lake und setzt seinen Lauf in nordwestlicher, später in westlicher Richtung. Der von rechts einmündende Nebenfluss Gahtsahday River entwässert den nördlich gelegenen See Bulmer Lake. Der Willowlake River mündet schließlich etwa 50 km südlich von Wrigley in den Mackenzie River. Nahe der Mündung überquert der Mackenzie Highway den Fluss. Die Länge des Willowlake River beträgt ungefähr 300 km. Das Einzugsgebiet umfasst etwa 20.500 km². Der mittlere Abfluss liegt bei über 60 m³/s. 